# A Debreceni VSC 2002–2003-as szezonja
A Debreceni VSC-MegaForce ebben a szezonban az elsőségért küzdött, de lemaradt első bajnoki címéről, mivel a harmadik helyen zárt, és a magyar kupában sem sikerült nyerni, mert a döntőben a Ferencvárosi TC szoros mérkőzésen legyőzte a debreceni klubot, így az ezüstéremmel kellett beérniük. A szezon alatt Szentes Lázár dirigálta a csapatot, ahol a 33 nevezett játékosból 29 lépett pályára. Sorozatban a 10., összességében pedig a 25. idénye a csapatnak a magyar első osztályban. A klub fennállásának ekkor volt a 100. évfordulója.

## A szezon áttekintése
A debreceni csapat ebben az idényben 32 mérkőzésen lépett pályára a Borsodi Ligában. E mérkőzésekből 13 zárult sikerrel, 14 döntetlennel, az 5 vereség mellett. A gólarány pedig 57–38 volt, ami egész jó támadójátékra utal. Az egyik hiba, hogy elég sok mérkőzésük zárult döntetlennel. Viszont a támadójáték jónak mondható volt, mert több mérkőzésen is 3, vagy több gólt szereztek. Erre utal az is, hogy két debreceni játékos is volt a forduló játékosa, és mindketten csatárok voltak Marius Șumudică és Sabin Ilie személyében. A Hajdú-Bihar megyei csapat 61 sárga és 4 piros lapot gyűjtött be, ami közepes sportszerűségre utal. 33 nevezett játékosból 28 játszott is a magyar első osztályú bajnokságban. A Magyar kupában egészen a döntőig meneteltek, ahol szoros mérkőzésen, kaptak ki a Ferencvárosi TC csapatától, pedig Szűcs Lajos (Ferencváros) öngólja felejthetetlen marad sokak számára. Az elődöntőben viszont kiütéses győzelmet arattak a későbbi bajnok, az MTK Hungária FC felett, az eredmény 6–1 lett.

## Események

### Ősz
- 2002. július 1. - Június végén lejárt a névadó szponzorral, a Netforummal kötött szerződés, az internetes cég élt opciós jogával, és nem kívánta névadóként tovább támogatni a debreceni futballcsapatot.
- 2002. július 3. - A Debreceni VSC - Szolnoki MÁV FC felkészülési mérkőzésen a hazaiaknál pályára lépett Bajzát Péter, akit a fegyelmi bizottság augusztus 26-ig eltiltott a játéktól. A liga a csatár szerepeltetése miatt hivatalból indított eljárást a Debreceni VSC ellen.
- 2002. július 10. - Sajtótájékoztatón mutatták be a Loki újonnan igazolt játékosait. A friss szerzemények: Balog Zsolt, Dombi Tibor, Flávio da Silva Pim, Sándor Tamás, Selymes Tibor és Vincze Gábor. Bemutatták még a csapat új mezét, amelyen - a korábbi szponzor, a soproni sörgyár helyett - már az új támogató, a Dreher Sörgyár termékének a neve, az Arany Ászok volt olvasható.
- 2002. július 16. - Az MLL (Magyar Labdarúgó Liga) fegyelmi bizottsága 100 000 forintra büntette meg a klubot, mert a csapatban július 3-án, a Szolnok elleni edzőmérkőzésen pályára lépett az augusztus 26-ig eltiltott Bajzát Péter. Horváth Béla technikai vezető írásbeli figyelmeztetésben részesült.
- 2002. július 19. - A holland FC Utrechttől hazatérő Dombi Tibor négy, az FC Rapid București-től érkező román Marius Șumudică két évre szóló szerződést kötött a Debreceni VSC-vel.
- 2002. augusztus 26. - Lejárt Bajzát Péter eltiltása. A debreceni támadó 2002. április 20-án, a Debreceni VSC - Újpest FC mérkőzésen súlyos térdsérülést okozott Medgyesi Lászlónak, és bár azon az összecsapáson nem állították ki Bajzátot (csak sárga lapot kapott a tettéért), az MLL fegyelmi bizottsága négy hónapra eltiltotta a labdarúgástól.
- 2002. október 2. - A csapat edzésén súlyosan megsérült Balog Zsolt. A nyáron Békéscsabáról igazolt, a pálya jobb oldalán védőként és középpályásként is bevethető labdarúgó kettős nyílt lábszártörést szenvedett, amikor összecsúszott Balogh János kapussal és Kiss Zoltánnal.
- 2002. október 6. - A vadonatúj Főnix-csarnokban „Aszok a pályán” címmel egész napos futballrendezvényre került sor, amelyen a küzdőtérre lépett többek között a Debreceni VSC csapata, a Loki-öregfiúk, és gálamérkőzésen mérte össze erejét a magyar öregfiúk-válogatott a világsztárok csapatával. Az utóbbi együttesben két egykori francia csillag, Didier Six és Manuel Amoros is szerepelt.
- 2002. október 12. - Kihasználta a Loki a Svédország - Magyarország válogatott mérkőzés miatt beiktatott bajnoki szünetet, és Olaszországba, Perugiába utazott, ahol a helyi Serie A-s együttes ellen lépett pályára. A Találkozón 2–0-ra a Perugia győzött.
- 2002. október 19. - Fölényes, 6–1-es győzelmet aratott a gárda a Békéscsaba ellen úgy, hogy Sándor Tamás és a négy gólt szerző Marius Șumudică is elhibázott egy-egy tizenegyest.
- 2002. október 26. - A Debreceni VSC - Matáv FC Sopron mérkőzés végén Marius Şumudică a vendégek edzőjével, Komjáti Andrással került szóvitába.

### Tavasz
- 2003. január 11. - A Debreceni VSC - százszázalékos teljesítménnyel - elsőként került a debreceni fináléba a Nyíregyházán megrendezett Borsodi Terembajnokság első játéknapján.
- 2003. január 29. - A nehéz helyzetbe került Dunaferr SE csapatától a Debrecenhez szerződött Éger László.
- 2003. február 2. - A házigazdák győzelmével zárult a Debrecenben megrendezett Borsodi Terembajnokság döntője, ezzel a DVSC megkapta a hatmillió forintos fődíjat. A döntőben a Loki 2–0-ra verte meg az MTK Hungária FC-t két fiatal tehetség, Kolbe Ádám és Andorka Péter góljaival.
- 2003. február 18. - Böőr Zoltán részt vett az olasz Perugia délutáni edzésén. A Loki csapatkapitányára a debreceniek olaszországi edzőtáborozása során lettek figyelmesek a klub vezetői.
- 2003. február 22. - Kerekes Zsombor Kínába igazolt: a tiencsini Teda csapatának ajánlatát fogadta el.
- 2003. március 5. - Három perc alatt szerzett két góllal jutott tovább a Debrecen a Magyar kupa negyeddöntőjében a Matáv FC Sopron ellen (2–0).
- 2003. március 11. - A DVSC szerződtette a román Sabin Iliét, az FC Energie Cottbus egykori játékosát. A csatár 2004. június 30-ig szóló megállapodást írt aláa klub vezetőivel. A labdarúgó bemutatkozása jól sikerült, hiszen gólt szerzett a Ferencvárosi TC elleni bajnoki találkozón.
- 2003. április 14. - Megoperálták a Győri ETO FC elleni mérkőzésen arcsérülést szenvedett Szekeres Tamást, így a gárda hátvédsorának összetételén változtatnia kellett Szentes Lázárnak.
- 2003. április 15. - Kiütéses győzelemmel jutott tovább a Magyar Kupa döntőjébe a hajdúsági együttes. A Loki hazai pályán 6–1-re nyert az MTK Hungária ellen.
- 2003. április 26. - Sabin Ilie mesterhármasával az Újpest otthonában aratott 3–0-s győzelmet a debreceni csapat a Borsodi Liga 26. fordulójában.
- 2003. május 6. - Nem sikerült megszereznie a kupagyőzelmet a piros-fehér gárdának. Szentes Lázár együttese a Magyar Kupa döntőben a Ferencvárostól kapott ki 2–1-re a Puskás Ferenc Stadionban.

## Debreceni alkalmazásban

### Vezetőség
Elnök
- Szima Gábor

Ügyvezető igazgató
- Szilágyi Sándor

Technikai vezető
- Horváth Béla

### Szakmai stáb
Vezetőedző
- Szentes Lázár

Edző
- Kondás Elemér

A juniorcsapat edzője
- Herczeg András

Csapatorvos
- dr. Dézsi Zoltán
- dr. Kraszits István
- dr. Varga Lehel

Masszőr
- Dankó Mihály

### Felnőtt csapat
| # |              | Poszt | Név                 |
| - | ------------ | ----- | ------------------- |
| # | Magyarország | K     | Balogh János        |
| # | Magyarország | K     | Bíró Szabolcs       |
| # | Magyarország | K     | Papp Tamás          |
| # | Horvátország | K     | Tomic, Sandro       |
| # | Magyarország | V     | Bernáth Csaba       |
| # | Magyarország | V     | Éger László         |
| # | Brazília     | V     | Flávio Pim da Silva |
| # | Magyarország | V     | Hanák Viktor        |
| # | Magyarország | V     | Máté Péter          |
| # | Románia      | V     | Selymes Tibor       |
| # | Magyarország | V     | Szatmári Csaba      |
| # | Magyarország | V     | Szekeres Tamás      |
| # | Magyarország | V     | Vincze Gábor        |
| # | Magyarország | KP    | Balog Zsolt         |
| # | Magyarország | KP    | Böőr Zoltán         |
| # | Magyarország | KP    | Dombi Tibor         |
| # | Horvátország | KP    | Habi, Ronald        |

| # |              | Poszt | Név               |
| - | ------------ | ----- | ----------------- |
| # | Magyarország | KP    | Kiss Zoltán       |
| # | Magyarország | KP    | Marton Imre       |
| # | Magyarország | KP    | Sándor Tamás      |
| # | Grúzia       | KP    | Sketiani Kahaber  |
| # | Magyarország | KP    | Szabó János       |
| # | Magyarország | KP    | Tőzsér Dániel     |
| # | Magyarország | CS    | Andorka Péter     |
| # | Magyarország | CS    | Bajzát Péter      |
| # | Románia      | CS    | Belényesi Miklós  |
| # | Magyarország | CS    | Dávid Zoltán      |
| # | Románia      | CS    | Ilie, Sabin       |
| # | Magyarország | CS    | Kerekes Zsombor   |
| # | Magyarország | CS    | Kolbe Ádám        |
| # | Jugoszlávia  | CS    | Nenadic, Vladimir |
| # | Románia      | CS    | Şumudică, Marius  |
| # | Magyarország | CS    | Tisza Tibor       |

## Mérkőzések
| Színmagyarázat | Színmagyarázat |
| -------------- | -------------- |
|                | Győzelem.      |
|                | Döntetlen.     |
|                | Vereség.       |

### Borsodi Liga 2002–03

#### Őszi fordulók
| 1. forduló 2002. július 27. |

| FC Sopron                                     | 1 – 2   | Debreceni VSC                                |
| --------------------------------------------- | ------- | -------------------------------------------- |
| Tóth M. 51' Csiszár 18' Majoroš 24' Bausz 86' | (0 – 1) | Szekeres 1' Kerekes 54' Sándor 23' Balog 74' |

| Káposztás utcai Stadion, Sopron Nézőszám: 3 740 Játékvezető: Juhos Attila (magyar) |

| 2. forduló 2002. augusztus 3. |

| Debreceni VSC                                      | 3 – 2   | Dunaferr SE                         |
| -------------------------------------------------- | ------- | ----------------------------------- |
| Böőr 29' Șumudică 41' 90+3' Selymes 87' Sándor 90' | (2 – 1) | Horváth 2' Drobnjak 61' Lengyel 47' |

| Oláh Gábor utcai stadion, Debrecen Nézőszám: 7 000 Játékvezető: Megyebíró János (magyar) |

| 3. forduló 2002. augusztus 10. |

| MTK Hungária                                              | 4 – 3   | Debreceni VSC                         |
| --------------------------------------------------------- | ------- | ------------------------------------- |
| Illés 9' 16' 63' 85' Dragan 38' Ferenczi 30' Andronic 75' | (3 – 1) | Șumudică 18' Selymes 53' Böőr 59' 57' |

| Hidegkuti Nándor Stadion, Budapest Nézőszám: 1 500 Játékvezető: Hajdó Attila (magyar) |

| 4. forduló 2002. augusztus 18. |

| Debreceni VSC                                          | 2 – 5   | Újpest                                                                |
| ------------------------------------------------------ | ------- | --------------------------------------------------------------------- |
| Șumudică 37' 89' 86' Selymes 12' Habi 15' Szekeres 58' | (1 – 2) | Tokody 10' Horváth 43' 60' Kovács 77' Móri 82' Slončík 25' Farkas 45' |

| Oláh Gábor utcai stadion, Debrecen Nézőszám: 7 200 Játékvezető: Bede Ferenc (magyar) |

| 5. forduló 2002. augusztus 24. |

| Videoton                                      | 2 – 2   | Debreceni VSC                     |
| --------------------------------------------- | ------- | --------------------------------- |
| Monye 71' Terjék 86' Stanojević 14' Hamar 62' | (0 – 1) | Habi 5' 42' Kiss 83' Șumudică 78' |

| Sóstói Stadion, Székesfehérvár Nézőszám: 1 500 Játékvezető: Hanacsek Attila (magyar) |

| 6. forduló 2002. augusztus 31. |

| Győri ETO | 0 – 1   | Debreceni VSC                                               |
| --------- | ------- | ----------------------------------------------------------- |
| Füzi 85'  | (0 – 0) | Șumudică 69' Balog 17' Sketiani 25' Szekeres 70' Sándor 70' |

| Rába ETO Stadion, Győr Nézőszám: 4 000 Játékvezető: Szarka Zoltán (magyar) |

| 7. forduló 2002. szeptember 13. |

| Debreceni VSC                                            | 2 – 1   | Zalaegerszegi TE                                      |
| -------------------------------------------------------- | ------- | ----------------------------------------------------- |
| Vincze 5' Dombi 14' Flávio Pim 19′ Böőr 60' Șumudică 84' | (2 – 0) | Egressy 65' 72' Csóka 57′, 68′ Faragó 62' Kenesei 85' |

| Oláh Gábor utcai stadion, Debrecen Nézőszám: 5 000 Játékvezető: Hajdó Attila (magyar) |

| 8. forduló 2002. szeptember 23. |

| Ferencváros               | 0 – 0               | Debreceni VSC                 |
| ------------------------- | ------------------- | ----------------------------- |
| Szkukalek 55' Cheregi 75' | (0 – 0) Jegyzőkönyv | Vincze 34' Hanák 42' Habi 80' |

| Üllői út, Budapest Nézőszám: 5 118 Játékvezető: Juhos Attila (magyar) |

| 9. forduló 2002. szeptember 29. |

| Debreceni VSC                              | 1 – 1   | Siófok FC                      |
| ------------------------------------------ | ------- | ------------------------------ |
| Selymes 86' Böőr 72' Dombi 75' Kerekes 87' | (0 – 0) | Schultz 47' Grósz 70' Gaál 83' |

| Oláh Gábor utcai stadion, Debrecen Nézőszám: 6 000 Játékvezető: Szabó Zsolt (magyar) |

| 10. forduló 2002. október 4. |

| Kispest–Honvéd                                | 1 – 3   | Debreceni VSC                                            |
| --------------------------------------------- | ------- | -------------------------------------------------------- |
| Piroska 29' Balint 3′, 13′ Dulca 49' Sasu 73' | (1 – 1) | Sándor 14' Selymes 54' Bajzát 64' Szekeres 2′ Vincze 66' |

| Bozsik József Stadion, Budapest Nézőszám: 4 000 Játékvezető: Kiss Béla (magyar) |

| 11. forduló 2002. október 19. |

| Debreceni VSC                                             | 6 – 1   | Előre FC Békéscsaba                              |
| --------------------------------------------------------- | ------- | ------------------------------------------------ |
| Bajzát 7' Șumudică 8' 22' 60' 78' Sketiani 68' Sándor 86' | (3 – 0) | Tóth 58' Fekete 30' Keresztúri 35' Miculescu 40' |

| Oláh Gábor utcai stadion, Debrecen Nézőszám: 5 000 Játékvezető: Világi Balázs (magyar) |

| 12. forduló 2002. október 26. |

| Debreceni VSC                                 | 3 – 3   | FC Sopron                                       |
| --------------------------------------------- | ------- | ----------------------------------------------- |
| Böőr 13' 80' Kiss 69' Bajzát 74' Șumudică 20' | (1 – 0) | Sira 59' 71' Tóth M. 86' Csiszár 40' Farkas 68' |

| Oláh Gábor utcai stadion, Debrecen Nézőszám: 5 000 Játékvezető: Bede Ferenc (magyar) |

| 13. forduló 2002. november 2. |

| Dunaferr SE                                   | 2 – 2   | Debreceni VSC                         |
| --------------------------------------------- | ------- | ------------------------------------- |
| Kiss Gy. 54' Buzás 82' Balaskó 10' Zováth 74' | (0 – 1) | Kiss Z. 41' Máté 90+4' Flávio Pim 82' |

| Dunaújváros Nézőszám: 600 Játékvezető: Ábrahám Attila (magyar) |

| 14. forduló 2002. november 9. |

| Debreceni VSC          | 0 – 0   | MTK Hungária         |
| ---------------------- | ------- | -------------------- |
| Sándor 53' Bernáth 89' | (0 – 0) | Füzi 29' Komlósi 34' |

| Oláh Gábor utcai stadion, Debrecen Nézőszám: 5 000 Játékvezető: Dubraviczky Attila (magyar) |

| 15. forduló 2002. november 16. |

| Újpest                                     | 1 – 1   | Debreceni VSC                                 |
| ------------------------------------------ | ------- | --------------------------------------------- |
| Kovács 68' 83' Slončík 26' Korolovszky 45' | (0 – 0) | Kerekes 87' Kiss 12' Szekeres 45' Bernáth 75' |

| Megyeri út, Budapest Nézőszám: 3 000 Játékvezető: Makai János (magyar) |

| 16. forduló 2002. november 23. |

| Debreceni VSC | 0 – 0   | Videoton                                     |
| ------------- | ------- | -------------------------------------------- |
| Bernáth 81'   | (0 – 0) | Tóth N. 26' Dvéri 43' Tóth B. 51' Terjék 55' |

| Oláh Gábor utcai stadion, Debrecen Nézőszám: 4 000 Játékvezető: Erdős József (magyar) |

| 17. forduló 2002. november 30. |

| Debreceni VSC                                           | 3 – 1   | Győri ETO                                                |
| ------------------------------------------------------- | ------- | -------------------------------------------------------- |
| Bajzát 34' 41' 63' Selymes 56' Dombi 59' Sketiani 90+3' | (2 – 1) | Nyicsenko 43' Németh 26' Lakos 59' Stark 61' Kartelo 66' |

| Oláh Gábor utcai stadion, Debrecen Nézőszám: 2 570 Játékvezető: Hajdó Attila (magyar) |

#### Tavaszi fordulók
| 18. forduló 2003. március 8. |

| Zalaegerszegi TE                                            | 2 – 1   | Debreceni VSC           |
| ----------------------------------------------------------- | ------- | ----------------------- |
| Koplárovics 24' Nagy 36' Kenesei 15' Urbán 69' Kocsárdi 80' | (2 – 0) | Șumudică 65' Sándor 72' |

| ZTE Aréna, Zalaegerszeg Nézőszám: 6 500 Játékvezető: Makai János (magyar) |

| 19. forduló 2003. március 12. |

| Debreceni VSC                 | 2 – 0               | Ferencváros |
| ----------------------------- | ------------------- | ----------- |
| Ilie 33' Éger 81' Andorka 79' | (1 – 0) Jegyzőkönyv | Keller 43'  |

| Oláh Gábor utcai stadion, Debrecen Nézőszám: 7 000 Játékvezető: Kassai Viktor (magyar) |

| 20. forduló 2002. március 15. |

| Siófok FC                | 1 – 1   | Debreceni VSC |
| ------------------------ | ------- | ------------- |
| Fülöp 70' 32' Koller 43' | (0 – 1) | Bajzát 14'    |

| Révész Géza utcai stadion, Siófok Nézőszám: 1 500 Játékvezető: Arany Tamás (magyar) |

| 21. forduló 2003. március 22. |

| Debreceni VSC                                | 3 – 2   | Kispest–Honvéd                              |
| -------------------------------------------- | ------- | ------------------------------------------- |
| Ilie 18' Bajzát 45' Szekeres 56' Selymes 58' | (2 – 0) | Hamar 50' Torghelle 85' Erős 53' Takács 59' |

| Oláh Gábor utcai stadion, Debrecen Nézőszám: 4 000 Játékvezető: Szarka Zoltán (magyar) |

| 22. forduló 2003. április 5. |

| Előre FC Békéscsaba  | 0 – 3   | Debreceni VSC                        |
| -------------------- | ------- | ------------------------------------ |
| Grujić 6' Udvari 38' | (0 – 2) | Vincze 27' Șumudică 31' 63' Ilie 80' |

| Kórház utcai stadion, Békéscsaba Nézőszám: 4 000 Játékvezető: Saskőy Szabolcs (magyar) |

| 23. forduló (rájátszás) 2003. április 11. |

| Debreceni VSC                      | 0 – 0   | Győri ETO                                        |
| ---------------------------------- | ------- | ------------------------------------------------ |
| Bajzát 71' Sketiani 77' Vincze 90′ | (0 – 0) | Füzi 13′, 19′ Stark 60' Bajevszki 66' Szanyó 90' |

| Oláh Gábor utcai stadion, Debrecen Nézőszám: 5 500 Játékvezető: Fábián Mihály (magyar) |

| 24. forduló (rájátszás) 2003. április 19. |

| MTK Hungária                                         | 1 – 0   | Debreceni VSC |
| ---------------------------------------------------- | ------- | ------------- |
| Zavadszky 13' Andronic 12' Smiljanić 28' Komlósi 45' | (1 – 0) | Ilie 21'      |

| Hidegkuti Nándor Stadion, Budapest Nézőszám: 1 000 Játékvezető: Arany Tamás (magyar) |

| 25. forduló (rájátszás) 2003. április 23. |

| Debreceni VSC     | 1 – 1   | Siófok FC                                |
| ----------------- | ------- | ---------------------------------------- |
| Ilie 67' Habi 36' | (0 – 0) | Fülöp 36' Pusztai 17' Csernyánszki 90+1' |

| Oláh Gábor utcai stadion, Debrecen Nézőszám: 3 000 Játékvezető: Ábrahám Attila (magyar) |

| 26. forduló (rájátszás) 2003. április 26. |

| Újpest             | 0 – 3   | Debreceni VSC                                |
| ------------------ | ------- | -------------------------------------------- |
| Juhár 31' Boér 88' | (0 – 1) | Ilie 24' 76' 80' 14' Vincze 35' Sketiani 66' |

| Megyeri út, Budapest Nézőszám: 2 026 Játékvezető: Szarka Zoltán (magyar) |

| 27. forduló (rájátszás) 2003. május 3. |

| Debreceni VSC                    | 1 – 1               | Ferencváros                      |
| -------------------------------- | ------------------- | -------------------------------- |
| Șumudică 70' Éger 32' Sándor 62' | (0 – 1) Jegyzőkönyv | Flávio Pim 7' (öngól) Bognár 76' |

| Oláh Gábor utcai stadion, Debrecen Nézőszám: 6 000 Játékvezető: Makai János (magyar) |

| 28. forduló (rájátszás) 2003. május 10. |

| Győri ETO  | 0 – 0   | Debreceni VSC           |
| ---------- | ------- | ----------------------- |
| Németh 38' | (0 – 0) | Szekeres 44' Vincze 45' |

| Rába ETO Stadion, Győr Nézőszám: 400 Játékvezető: Drucskó János (magyar) |

| 29. forduló (rájátszás) 2003. május 14. |

| Debreceni VSC                                | 1 – 2   | MTK Hungária                  |
| -------------------------------------------- | ------- | ----------------------------- |
| Böőr 86' 62' Sándor 39' Ilie 50′ Selymes 58' | (0 – 1) | Madar 28' Carlos 85' Pető 51' |

| Oláh Gábor utcai stadion, Debrecen Nézőszám: 3 000 Játékvezető: Szabó Zsolt (magyar) |

| 30. forduló (rájátszás) 2003. május 17. |

| Siófok FC                                   | 3 – 5   | Debreceni VSC                                                  |
| ------------------------------------------- | ------- | -------------------------------------------------------------- |
| Szabó 17' Schultz 70' Juhász 90' Pantic 79' | (1 – 1) | Böőr 42' 72' Șumudică 69' 82' 12' Kiss 76' Sándor 45' Éger 89' |

| Révész Géza utcai stadion, Siófok Nézőszám: 2 000 Játékvezető: Világi Balázs (magyar) |

| 31. forduló (rájátszás) 2003. május 24. |

| Debreceni VSC                         | 2 – 0   | Újpest                                 |
| ------------------------------------- | ------- | -------------------------------------- |
| Böőr 63' 80' Szekeres 70' Bernáth 65' | (0 – 0) | Farkas 49' Rósa D. 57′, 65′ Tamási 70' |

| Oláh Gábor utcai stadion, Debrecen Nézőszám: 6 000 Játékvezető: Solymosi Péter (magyar) |

| 32. forduló (rájátszás) 2003. május 30. |

| Ferencváros | 0 – 0               | Debreceni VSC |
| ----------- | ------------------- | ------------- |
|             | (0 – 0) Jegyzőkönyv |               |

| Üllői út, Budapest Nézőszám: 13 622 Játékvezető: Megyebíró János (magyar) |

#### A végeredmény (Felsőház)
| # | Csapat                  | J  | Gy | D  | V  | Rg | Kg | Gk  | P  | Megjegyzés                              |
| - | ----------------------- | -- | -- | -- | -- | -- | -- | --- | -- | --------------------------------------- |
| 1 | MTK Hungária            | 32 | 20 | 6  | 6  | 59 | 34 | +25 | 66 | Bajnok, 2003–2004-es BL 2. selejtezőkör |
| 2 | Ferencvárosi TC         | 32 | 19 | 7  | 6  | 50 | 24 | +26 | 64 | 2003–2004-es UEFA-kupa selejtező        |
| 3 | Debreceni VSC-MegaForce | 32 | 13 | 14 | 5  | 57 | 38 | +19 | 53 | 2003–2004-es UEFA-kupa selejtező        |
| 4 | Újpest FC               | 32 | 15 | 7  | 10 | 54 | 41 | +13 | 52 |                                         |
| 5 | Siófok FC               | 32 | 12 | 11 | 9  | 46 | 44 | +2  | 47 |                                         |
| 6 | Győri ETO FC            | 32 | 9  | 9  | 14 | 41 | 50 | -9  | 36 | 2003-as Intertotó-kupa                  |

#### Eredmények összesítése
Az alábbi táblázatban összesítve szerepelnek a Debreceni VSC 2002/03-as bajnokságban elért eredményei.
| Ősz/tavasz (forduló)    | Otthon | Otthon | Otthon | Otthon | Otthon | Otthon | Otthon | Idegenben | Idegenben | Idegenben | Idegenben | Idegenben | Idegenben | Idegenben |
| Ősz/tavasz (forduló)    | M      | GY     | D      | V      | LG–KG  | GK     | P      | M         | GY        | D         | V         | LG–KG     | GK        | P         |
| ----------------------- | ------ | ------ | ------ | ------ | ------ | ------ | ------ | --------- | --------- | --------- | --------- | --------- | --------- | --------- |
| Őszi szezon (1–17.)     | 9      | 4      | 4      | 1      | 20–14  | +6     | 16     | 8         | 3         | 4         | 1         | 14–11     | +3        | 13        |
| Tavaszi szezon (18–32.) | 7      | 3      | 3      | 1      | 10–6   | +4     | 12     | 8         | 3         | 3         | 2         | 13–7      | +6        | 12        |
| Összesen (1–32.)        | 16     | 7      | 7      | 2      | 30–20  | +10    | 28     | 16        | 6         | 7         | 3         | 27–18     | +9        | 25        |

### Magyar kupa
4. forduló
| 2003. március 5. 14:00 |

| Debreceni VSC                                | 2 – 0   | FC Sopron                                  |
| -------------------------------------------- | ------- | ------------------------------------------ |
| Andorka 21' Kiss 23' Vincze 38' Szekeres 81' | (2 – 0) | Lazić 11' Somogyi 61' Tóth 88' Balaskó 90' |

| Debrecen Nézőszám: 4 000 |

Elődöntő
| 2003. április 15. 17:45 |

| Debreceni VSC                                                   | 6 – 1               | MTK Hungária                                               |
| --------------------------------------------------------------- | ------------------- | ---------------------------------------------------------- |
| Flávio Pim 37' Dombi 48' Kiss 67' Sketiani 82' Bajzát 90' 90+1' | (1 – 1) Jegyzőkönyv | Czvitkovics 26' Komlósi 45' Smiljanić 77' Jezdimirović 90′ |

| Oláh Gábor utcai stadion, Debrecen Nézőszám: 5 000 Játékvezető: Ábrahám Attila (magyar) |

Döntő
| 2003. május 6. |

| Ferencváros                             | 2 – 1               | Debreceni VSC                                    |
| --------------------------------------- | ------------------- | ------------------------------------------------ |
| Tököli 68' 78' Dragóner 11' Kriston 19' | (0 – 1) Jegyzőkönyv | Szűcs 43' (öngól) Vincze 12' Kiss 46' Sándor 84' |

| Puskás Ferenc Stadion, Budapest Nézőszám: 10 000 Játékvezető: Megyebíró János (magyar) |